# Erechtheus
Erechtheus (auch Erechtheus II.; altgriechisch Ἐρεχθεύς Erechtheús, deutsch ‚Erderschütterer‘) ist in der griechischen Mythologie der Sohn des Pandion und der Zeuxippe. Er wurde nach dem Tod seines Vaters König von Attika, während sein Zwillingsbruder Butes oberster Priester der Athene wurde. Seine Schwestern waren Prokne und Philomela.
Mit seiner Frau Praxithea wurde er Vater der Söhne Kekrops, Orneus, Thespios, Metion, Sikyon, Pandoros, Alkon und Eupalamos sowie der Töchter Prokris, Krëusa, Oreithyia, Chthonia, Protogeneia, Pandora und Merope.

## Mythen
Als der Thraker Eumolpos in Attika einfiel (nach anderen Quellen wurde Erechtheus von den Eleusiniern und dem von diesen zu Hilfe gerufenen Eumolpos bekriegt), erhielt Erechtheus  vom Orakel die Weissagung, er werde siegen, wenn er eine seiner Töchter opfere.
Er opferte daraufhin die jüngste (oder älteste) Tochter, worauf die übrigen sich selbst töteten. Hierauf schlug er die Feinde, wobei Eumolpos fiel. Er selbst aber wurde von Poseidon, dem Vater des Eumolpos, getötet (oder auf Bitten des Poseidon von Zeus getötet). Nach Pausanias fiel nicht Eumolpos, sondern sein Sohn Immarados von Erechtheus’ Hand. Auch Erechtheus fiel in diesem Krieg.
Nachfolger wurde sein ältester Sohn Kekrops.
Homer nennt Erichthonios Erechtheus, deshalb bezeichnet man den älteren Erichthonios auch als Erechtheus I. und den späteren Erechtheus als Erechtheus II. Eine attische Phyle wurde nach ihm Erechtheis genannt.